# Jürgen Klute

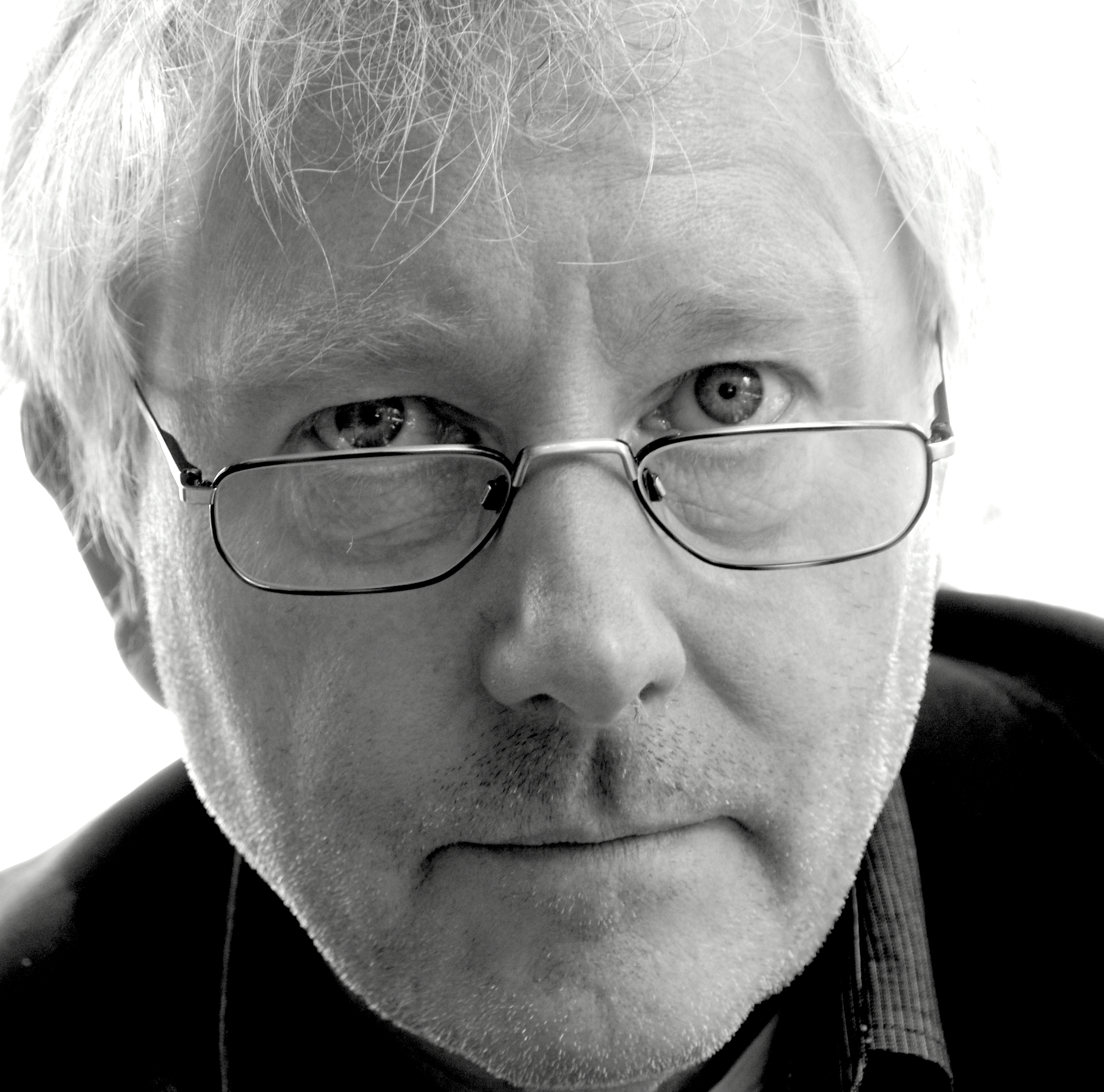
Jürgen Klute 2010

Jürgen Klute (* 13. Oktober 1953 in Bünde) ist ein deutscher Politiker und Autor. Er war von 2009 bis 2014 Mitglied des Europäischen Parlaments.

## Leben und Beruf
Zwischen 1974 und 1981 studierte Klute Theologie in Bielefeld und Marburg mit den Schwerpunkten Friedenspädagogik, Befreiungstheologie, materialistische Exegese und interkultureller Dialog.
Von 1982 bis 1984 absolvierte Klute sein Vikariat in der ev. Kirchengemeinde Marburg-Ockershausen. Von 1984 bis 1986 arbeitete er als Religionslehrer an der Berufsschule in Bad Berleburg. Zwischen 1986 und 1989 arbeitete Klute im Projekt „Industrielle Arbeitswelt und Kirche“ des Kirchenkreises Gladbeck in Dorsten-Hervest mit. Im Rahmen des Projektes arbeitete er sechs Monate lang unter Tage auf der dortigen Schachtanlage.
Klute wurde 1989 zum Industrie- und Sozialpfarrer und Leiter des Sozialpfarramtes des Kirchenkreises Herne gewählt. Nach der Auflösung des Sozialpfarramtes Herne arbeitete Klute von 2007 bis 2009 als Referent an der Evangelischen Stadtakademie Bochum.
Jürgen Klute ist verheiratet und hat zwei Kinder.

## Sozialpolitisches Engagement und Spitzenkandidatur für die WASG
Jürgen Klute ist seit 1988 Mitherausgeber der Zeitschrift Amos. Klute hat eine Reihe von Büchern über Sozialethik, das Verhältnis der Religion zur Sozialkultur und zu aktuellen sozial- und arbeitsmarktpolitischen Fragen herausgegeben.
Als Sozialpfarrer gehörte Klute 1993 zu den Initiatoren des Herner Bündnis für Arbeit und soziale Gerechtigkeit (seit 2004: „Herner Sozialforum“), als dessen Sprecher er bis Ende 2004 fungierte.
Bei der Landtagswahl 2005 in Nordrhein-Westfalen war er Spitzenkandidat der WASG. Er war von 2007 bis 2009 Mitglied des Bundesvorstandes der Partei Die Linke. In diesem ersten Wahlkampf nach der 2004 erfolgten Gründung wurde die Wahlalternative mit ca. 2,2 % der abgegebenen Stimmen auf Anhieb fünftstärkste Partei. Anfang 2006 wurde Klute zum beratenden Mitglied im Kulturausschuss des Regionalverbandes Ruhr (RVR) gewählt. Ende April 2006 wurde Klute in den erweiterten Bundesvorstand der WASG gewählt, worin er bis zu deren Auflösung am 15. Juni 2007 blieb. Am 16. Juni trat er der Partei Die Linke bei und wurde auf dem Verschmelzungsparteitag mit der WASG für zwei Jahre in den Bundesvorstand gewählt.

## EU-Abgeordneter
Beim Europaparteitag der Linken in Essen wurde Klute mit 85,9 % der abgegebenen Stimmen auf Platz 6 der Bundesliste der Partei Die Linke gewählt, die bei den Europawahlen am 7. Juni 2009 ein Wahlergebnis von 7,5 % erzielte.
Klute war Mitglied und Koordinator der europäischen Linksfraktion GUE/NGL im Wirtschafts- und Währungsausschuss, stellvertretendes Mitglied im Haushaltsausschuss. Er war Mitglied in der Delegation für die Beziehungen mit den Ländern des Mercosur und in der Delegation in der Parlamentarischen Versammlung Europa-Lateinamerika und stellvertretendes Mitglied in der Delegation im Gemischten Parlamentarischen Ausschuss EU-Türkei. 2010 und 2011 war er Mitglied des Sonderausschusses zu den politischen Herausforderungen, der die Verhandlungen über den Mittelfristigen Finanzrahmen der EU 2014–2020 vorbereitet hat.
Aus Protest gegen den EU-Kurs der Linken verzichtete Klute beim Europaparteitag 2013 der Linken in Hamburg auf eine erneute Bewerbung um einen Listenplatz.
Klute hat als Verfasser eines Initiativberichts und als Verhandlungsführer zur Zahlungskonten-Richtlinie entscheidend bei der EU-weiten Durchsetzung des Rechtsanspruchs auf ein Girokonto ab 2016 beigetragen. Damit hat die EU erstmals ein soziales Grundrecht sekundärrechtlich verankert.
Klute war 2011 Mitbegründer von Finance Watch. Als Verhandlungsführer der Linken zur EU-Finanzmarktrichtlinie MiFID II hatte Klute wesentlichen Anteil an der Einführung von Positionslimits zur Begrenzung von Nahrungsmittelspekulation in der EU. Weiterhin war Klute an den Verhandlungen zum Troika-Untersuchungsberichts des Wirtschafts- und Währungsausschusses des Europäischen Parlaments beteiligt.
Für seinen Einsatz für die Rechte von Kleinbauern in Kolumbien wurde Klute am 15. Mai 2014 die Ehrenmedaille des kolumbianischen Rechnungshofs verliehen. 2011 hatte Klute die Friedensgemeinde San José de Apartadó für den Sacharow-Preis des Europäischen Parlaments vorgeschlagen und Vertreter der Gemeinde mehrfach nach Brüssel eingeladen.

## Nach Ausscheiden aus dem Europäischen Parlament
Seit 2015 ist Klute im Ruhestand und als freier Publizist tätig. Er schreibt u. a. regelmäßig als Experte für piqd. Ebenfalls seit 2016 ist er Koordinator des Gesprächskreises Linke im weltanschaulichen Dialog der Rosa-Luxemburg-Stiftung (Bundesstiftung) sowie seit 2017 Mitglied der Kommission Religionsgemeinschaften, Weltanschauungsgemeinschaften, Staat und Gesellschaft beim Parteivorstand Die Linke.
Seit 2018 arbeitet er mit dem sozialethischen Autorenkollektiv 123 (dazu gehören neben Klute Wolfgang Belitz, Hans-Udo Schneider und Walter Wendt-Kleinberg) zur Entstehung des kirchlichen Sonderarbeitsrechts (Dienstgemeinschaft) in der Bundesrepublik und dessen Rolle für die strukturellen Probleme im Gesundheits- und Pflegebereich.

## Publikationen (Artikel, Monographien und Sammelbände)
- Dem zahnlosen Tiger ein Gebiss verpassen. Report zu Europäischen Bürgerinitiativen. Online-Publikation der Rosa-Luxemburg-Stiftung, Büro Brüssel, 2021. Der Report steht als PDF hier zur Verfügung.
- Das kirchliche Sonderarbeitsrecht: Wie nationalsozialistisches Arbeitsrecht bis heute nachwirkt und flächendeckende Tarifverträge im Pflege- und Sozialbereich blockiert vorgänge. Zeitschrift für Bürgerrechte und Gesellschaftspolitik Nr. 233 / 2021, S. 79–90.
- Gemeinde am Arbeitsplatz? Erfahrungen der Gruppe 7 Christliche Industriemission bei Opel-Bochum 1968-1970. In: Traugott Jähnichen, Roland Pelikan, Sigrid Reihs, Johannes Rehm (Hg.): Priorität für die Arbeit. Profile kirchlicher Präsenz in der Arbeitswelt gestern und heute. Festschrift für Günter Brakelmann zum 90. Geburtstag. Lit Verlag, Münster 2021.
- mit Walter Wendt-Kleinberg: Der Kirchliche Dienst in der Arbeitswelt in der EKvW. In: Traugott Jähnichen, Roland Pelikan, Sigrid Reihs, Johannes Rehm (Hg.): Priorität für die Arbeit. Profile kirchlicher Präsenz in der Arbeitswelt gestern und heute. Festschrift für Günter Brakelmann zum 90. Geburtstag. Lit Verlag, Münster 2021.
- Wolfgang Belitz, Jürgen Klute, Hans-Udo Schneider, Walter Wendt-Kleinberg: Verhängnisvolle Dienstgemeinschaft. Abrechnung mit einem nationalsozialistischen Begriff in den Kirchen in Deutschland. BoD Verlag, Norderstedt 2020.[3]
- Strukturwandel und Industriepolitik im Ruhrgebiet. Ein historischer Überblick. Online-Publikation der Rosa-Luxemburg-Stiftung, 2019. Die Publikation steht als PDF hier zur Verfügung.
- Cornelia Hildebrandt, Jürgen Klute, Helge Meves, Franz Segbers: Die Linke und die Religion. Geschichte, Konflikte und Konturen. Eine Veröffentlichung der Rosa-Luxemburg-Stiftung. VSA Verlag, Hamburg 2019.
- Wolfgang Belitz, Jürgen Klute, Hans-Udo Schneider, Walter Wendt-Kleinberg: Jenseits der Gerechtigkeit – Kirche in Zeiten wachsender Ungleichheit. Aufstieg und Niedergang kirchlicher Industrie- und Sozialarbeit. Lit Verlag, Münster 2017.
- Wolfgang Belitz, Jürgen Klute, Hans-Udo Schneider: Wohin driften die Kirchen? 10 Jahre Sozialwort. Eine ökumenische Zwischenbilanz. BoD Verlag, Norderstedt 2008.
- Jürgen Klute, Sandra Kotlenga (Hrsg.): Sozial- und Arbeitsmarktpolitik nach Hartz. Fünf Jahre Hartz-Reformen: Bestandsaufnahmen – Analysen – Perspektiven. Universitätsverlag Göttingen, 2008.
- Jürgen Klute, Herbert Schlender, Sabine Sinagowitz (Hrsg.): Positionen zum Mindestlohn in der evangelischen Kirche. Eine Dokumentation. BoD Verlag, Norderstedt 2007.
- Wer erbt die Staatsschulden? – Die einen verdienen daran, die anderen zahlen: Ungleichverteilung in der Gesellschaft. In: Zeitzeichen – Evangelische Kommentare zu Religion und Gesellschaft 11/2006, S. 39–41.
- Jürgen Klute, Franz Segbers (Hrsg.): Gute Arbeit verlangt ihren gerechten Lohn. Tarifverträge für die Kirchen. VSA Verlag, Hamburg 2006.
- Wolfgang Belitz, Jürgen Klute, Hans-Udo Schneider: Menschen statt Märkte. Für eine Neuorientierung der Kirche im Dritten System. Lit Verlag, Münster 2006.
- Jürgen Klute, Hans-Udo Schneider (Hrsg.): Auf dem Weg der Gerechtigkeit ist Leben. Sozialethische Anmerkungen und Skizzen zur Sozialen Gerechtigkeit heute. Lit Verlag, Münster 2005.
- Jürgen Klute, Lioba Schulte, Spyros Papaspyrou (Hrsg.): AGORA – Von der Kohle zum Amphitheater. Kleine Schritte in Richtung Europa. Lit Verlag, Münster 2004.
- Jürgen Klute, Herbert Schlender, Sabine Sinagowitz (Hrsg.): Gute Arbeit / Good Work. Lit Verlag, Münster 2004.
- Axel Gerntke, Jürgen Klute, Axel Troost, Achim Trube (Hrsg.): Hart(z) am Rande der Seriosität? Die Hartz-Kommission als neues Modell der Politikberatung und -gestaltung? Kommentare und Kritiken. Lit Verlag, Münster 2002.
- Wolfgang Belitz, Jürgen Klute, Hans-Udo Schneider: Zukunft der Arbeit in einem neuen Gesellschaftsvertrag. Lit Verlag, Münster 2001.
- Pragmatismus als Ideologie. Das Schröder-Blair-Papapier. Die Zeit, Nr. 39, 23. September 1999.
- Knappheit an Arbeit. In: Helmuth Mühlmeier, Ulrich Fischer, Reiner Marquard: Gelegenheit macht Gottesdienst. Liturgische Hilfen für lebensgeschichtliche Anlässe Bd. 2. Calwer Verlag, Stuttgart 1998.